# 罗伊特林根县
罗伊特林根县（德語：Landkreis Reutlingen）是德国巴登-符腾堡州的一个县，隶属于蒂宾根行政区，首府罗伊特林根。

## 地理
罗伊特林根县北面与埃斯林根县（斯图加特行政区），东北面与格平根县（斯图加特行政区），东面与山地-多瑙县，南面与比伯拉赫县和锡格马林根县，西南面与措伦阿尔布县，西面与蒂宾根县，西北面与伯布林根县（斯图加特行政区）相邻。